# Monsieur le Consul
Monsieur le Consul est un roman de Lucien Bodard paru le 1er septembre 1973 aux éditions Grasset et ayant reçu le prix Interallié la même année. Semi-autobiographique, il a pour héros le père de l'auteur, Albert Bodard, consul de France à Tcheng Tu (Chengdu), son épouse, et leur très jeune fils, dans la Chine en folie des années 1920. La suite du roman se trouve dans Anne Marie (qui a obtenu le prix Goncourt en 1981).

## Éditions
- Monsieur le Consul, Éditions Grasset, 1973.